# Pierre Kerkhoffs
Pierre Kerkhoffs (26. března 1936 Geleen, Nizozemsko – 19. října 2021) byl nizozemský fotbalista, který hrával na pozici středního útočníka. Svou kariéru ukončil ve švýcarském klubu Lausanne Sports.

## Fotbalová kariéra
Kerkhoffs hrál nejprve za nizozemský klub SC Enschede, kde v sezóně 1959/60 skončil na třetím místě v tabulce kanonýrů Eredivisie (nastřílel 30 gólů). Následně působil od roku 1961 v PSV Eindhoven, kde se stal v sezóně 1962/63 nejlepším střelcem Eredivisie s 22 vstřelenými brankami. V roce 1964 odešel do švýcarského klubu Lausanne Sports, zde se mu také střelecky dařilo.
V letech 1960–1965 odehrál pět zápasů za nizozemskou fotbalovou reprezentaci, gól nevstřelil. Svůj reprezentační debut absolvoval 26. června 1960 v přátelském utkání proti domácímu Mexiku, Nizozemsko prohrálo 1:3.